# Open Your Eyes (album de Yes)
Pour les articles homonymes, voir Open Your Eyes.
Albums de Yes
Keys to Ascension 2
(1997) The Ladder
(1999)
Singles
1. Open Your Eyes
Sortie : 1997

Open Your Eyes est le dix-septième album studio de Yes, sorti le 24 novembre 1997.

## Histoire
À la suite du départ de Rick Wakeman après l'album Keys to Ascension 2, Yes fait appel à Billy Sherwood, qui rejoint officiellement le groupe comme guitariste rythmique et claviériste. Il avait déjà joué avec Yes durant la tournée de promotion de l'album Talk (1994) à titre de guitariste additionnel, mais sans être un membre officiel. Avant cela, il avait collaboré avec Chris Squire au sein du groupe The Chris Squire Experiment, rebaptisé Conspiracy par la suite. Deux chansons ébauchées par ce groupe se retrouvent sur le présent album de Yes : Open Your Eyes qui s'appelait à l'origine Wish I Knew et sur laquelle apparaît Steve Porcaro de Toto aux claviers et Man in the Moon.
Open Your Eyes marque également la première collaboration d'Igor Khoroshev avec Yes. Il apparaît aux claviers sur trois chansons : New State of Mind, No Way We Can Lose et Fortune Seller. Il rejoint officiellement Yes sur l'album suivant du groupe, The Ladder (1999). Ce qui fait que le présent album, Open your eyes, renferme trois claviéristes, Sherwood, Porcaro et Khoroshev. 
L'album s'est classé 151e au Billboard 200.

## Titres
Toutes les chansons sont écrites et composées par Jon Anderson, Steve Howe, Billy Sherwood, Chris Squire et Alan White.
| No  | Titre | Durée |
| --- | --- | ----- |
| 1.  | New State of Mind | 6:00  |
| 2.  | Open Your Eyes | 5:14  |
| 3.  | Universal Garden | 6:17  |
| 4.  | No Way We Can Lose | 4:56  |
| 5.  | Fortune Seller | 5:00  |
| 6.  | Man in the Moon | 4:41  |
| 7.  | Wonderlove | 6:06  |
| 8.  | From the Balcony | 2:43  |
| 9.  | Love Shine | 4:38  |
| 10. | Somehow, Someday | 4:47  |
| 11. | The Solution (La chanson se termine à 5:26 avant le début d’une pièce cachée intitulée "The Source" après deux minutes de silence.) | 23:47 |

## Musiciens
- Jon Anderson : chant
- Steve Howe : guitares acoustique et électrique, guitare pedal steel, banjo, mandoline, chœurs
- Billy Sherwood : guitare électrique, claviers sur (3,6-11), chœurs, enregistrement, mixing
- Chris Squire : basse, harmonica, chœurs
- Alan White : batterie, percussions, chœurs

### Musiciens additionnels
- Igor Khoroshev : claviers sur New State of mind, No way we can lose et Fortune seller
- Steve Porcaro : claviers sur Open your eyes

### Production
- Yes : Production
- Randy Nicklaus : Mix
- Joe Gastwirt : Mastering à Oceanview Digital Mastering